# Montsûrs (municipi delegat)
Montsûrs és un municipi francès situat al departament de Mayenne i a la regió de País del Loira. L'any 2007 tenia 2.102 habitants.
L'1 de gener de 2019 va passar a ser una comuna delegada de la comuna nova de Montsûrs a fusionar-se amb las comunas de Deux-Évailles, de Montourtier, de Saint-Céneré, i de Saint-Ouën-des-Vallons.

## Demografia

### Població
El 2007 la població de fet de Montsûrs era de 2.102 persones. Hi havia 899 famílies de les quals 310 eren unipersonals (115 homes vivint sols i 195 dones vivint soles), 318 parelles sense fills, 223 parelles amb fills i 48 famílies monoparentals amb fills.
La població ha evolucionat segons el següent gràfic:
Habitants censats

### Habitatges
El 2007 hi havia 1.016 habitatges, 927 eren l'habitatge principal de la família, 23 eren segones residències i 67 estaven desocupats. 837 eren cases i 173 eren apartaments. Dels 927 habitatges principals, 600 estaven ocupats pels seus propietaris, 310 estaven llogats i ocupats pels llogaters i 17 estaven cedits a títol gratuït; 12 tenien una cambra, 57 en tenien dues, 209 en tenien tres, 271 en tenien quatre i 378 en tenien cinc o més. 579 habitatges disposaven pel capbaix d'una plaça de pàrquing. A 463 habitatges hi havia un automòbil i a 291 n'hi havia dos o més.

### Piràmide de població
La piràmide de població per edats i sexe el 2009 era:
| Homes | Edats   | Dones |
| ----- | ------- | ----- |
| 8     | 95 o +  | 4     |
| 8     | 90 a 94 | 20    |
| 8     | 85 a 89 | 60    |
| 40    | 80 a 84 | 44    |
| 36    | 75 a 79 | 80    |
| 60    | 70 a 74 | 96    |
| 84    | 65 a 69 | 72    |
| 36    | 60 a 64 | 100   |
| 44    | 55 a 59 | 40    |
| 56    | 50 a 54 | 48    |
| 56    | 45 a 49 | 72    |
| 64    | 40 a 44 | 48    |
| 52    | 35 a 39 | 72    |
| 28    | 30 a 34 | 44    |
| 56    | 25 a 29 | 48    |
| 72    | 20 a 24 | 56    |
| 64    | 15 a 19 | 36    |
| 64    | 10 a 14 | 60    |
| 64    | 5 a 9   | 28    |
| 32    | 0 a 4   | 36    |

## Economia
El 2007 la població en edat de treballar era de 1.125 persones, 837 eren actives i 288 eren inactives. De les 837 persones actives 773 estaven ocupades (422 homes i 351 dones) i 65 estaven aturades (24 homes i 41 dones). De les 288 persones inactives 127 estaven jubilades, 77 estaven estudiant i 84 estaven classificades com a «altres inactius».

### Ingressos
El 2009 a Montsûrs hi havia 924 unitats fiscals que integraven 2.053,5 persones, la mediana anual d'ingressos fiscals per persona era de 15.531 €.

### Activitats econòmiques
Dels 102 establiments que hi havia el 2007, 4 eren d'empreses extractives, 5 d'empreses alimentàries, 2 d'empreses de fabricació de material elèctric, 7 d'empreses de fabricació d'altres productes industrials, 16 d'empreses de construcció, 18 d'empreses de comerç i reparació d'automòbils, 7 d'empreses de transport, 8 d'empreses d'hostatgeria i restauració, 8 d'empreses financeres, 3 d'empreses immobiliàries, 6 d'empreses de serveis, 9 d'entitats de l'administració pública i 9 d'empreses classificades com a «altres activitats de serveis».
Dels 30 establiments de servei als particulars que hi havia el 2009, 1 era una gendarmeria, 1 oficina de correu, 2 oficines bancàries, 3 tallers de reparació d'automòbils i de material agrícola, 2 paletes, 3 guixaires pintors, 2 fusteries, 3 lampisteries, 2 electricistes, 3 perruqueries, 1 veterinari, 3 restaurants, 2 agències immobiliàries i 2 tintoreries.
Dels 10 establiments comercials que hi havia el 2009, 1 era un supermercat, 1 una botiga de menys de 120 m², 4 fleques, 1 una carnisseria, 1 una botiga d'equipament de la llar, 1 una sabateria i 1 una floristeria.
L'any 2000 a Montsûrs hi havia 30 explotacions agrícoles que ocupaven un total de 588 hectàrees.

## Equipaments sanitaris i escolars
El 2009 hi havia 1 farmàcia i 1 ambulància.
El 2009 hi havia 2 escoles elementals. Montsûrs disposava de 2 col·legis d'educació secundària amb 270 alumnes.

## Poblacions més properes
El següent diagrama mostra les poblacions més properes.